# Turdina roquera rogenca
La turdina roquera rogenca (Gypsophila calcicola) és un ocell de la família dels pel·lorneids (Pellorneidae).

## Hàbitat i distribució
Habita zones amb matolls a les terres baixes al centre de Tailàndia.